# 庄内町柿原
庄内町柿原（しょうないちょうかきはる）とは、大分県由布市内の大字。郵便番号は879-5421。

## 地理
由布市の中部、大分川右岸に位置する。旧庄内町の中心部であり、由布市成立後は由布市役所旧庄内庁舎を経て本庁舎が設置されている。由布市の中心部であるが、大部分は山林地帯であり、居住地区は一部となっている。農業（水稲、焼酎・ビール用大麦、梨）、林業を主とする。
庄内原、高岡、畑田、西長宝、大龍、五ヶ瀬、野畑、竹田市直入町大字下田北と接する。

## 歴史
- 1889年4月1日 - 町村制の施行により、柿原を含む南庄内村が発足。（大分郡南庄内村字柿原）。
- 1954年11月1日 - 阿南村・東庄内村・西庄内村・南庄内村・阿蘇野村が合併し、大分郡庄内村が成立。（大分郡庄内村字柿原）
- 1955年4月1日 - 町制施行により大分郡庄内町が成立。（大分郡庄内町大字柿原）
- 2005年10月1日 - 挾間町・庄内町・湯布院町で新設合併、市政施行で由布市が成立。大字表記および、小字が廃止される（由布市庄内町柿原）[3]。旧庄内町役場に由布市役所庄内庁舎が設置される。
- 2016年7月19日、庄内庁舎の本館および増築された新館を『由布市役所本庁舎』と呼称[4]。

## 小・中学校の学区
市立小・中学校に通う場合、学区は以下の通りとなる。
| 町名       | 小学校               | 中学校             |
| ---------- | -------------------- | ------------------ |
| 庄内町柿原 | 由布市立西庄内小学校 | 由布市立庄内中学校 |

## 交通

### バス
かつては、大分バスが営業していたが、由布市コミュニティバスに転換している。

### 道路
- 国道210号
- 大分県道52号別府庄内線
- 大分県道621号田野庄内線

## 施設
- 由布市役所
- 大分県中部保健所由布保健部
- 由布市消防本部庄内出張所
- 庄内診療所
- 柿原発電所
- 野畑発電所